# Selnica (ort i Kroatien)
Selnica är en ort i Kroatien.   Den ligger i länet Krapina-Zagorjes län, i den norra delen av landet, 24 km norr om huvudstaden Zagreb. Selnica ligger 192 meter över havet och antalet invånare är 1 111.
Terrängen runt Selnica är platt åt nordväst, men åt sydost är den kuperad. Runt Selnica är det ganska glesbefolkat, med 42 invånare per kvadratkilometer. Närmaste större samhälle är Sveti Ivan Zelina, 17,6 km öster om Selnica. Omgivningarna runt Selnica är en mosaik av jordbruksmark och naturlig växtlighet.